# Лонате Поцоло
Лона̀те Поцо̀ло (на италиански: Lonate Pozzolo; на ломбардски: Lunàa Puzoeu, Лунаа Пуцьо) е град и община в Северна Италия, провинция Варезе, регион Ломбардия. Разположен е на 205 m надморска височина. Населението на общината е 11 787 души (към 2017 г.).